# شرکت انتقال گاز ایران
شرکت انتقال گاز ایران (به انگلیسی: Iranian Gas Transmission Company) از بدو تأسیس شرکت ملی گاز ایران در سال ۱۳۴۴ تحت مدیریت شرکت پالایش و انتقال گاز فعالیت داشته‌است، بزرگترین زیرمجموعهٔ شرکت ملی گاز ایران است که وظیفهٔ مدیریت، نگهداشت، تعمیرات و بهره‌برداری ۷۰ درصد دارایی‌های فیزیکی صنعت گاز ایران را به عهده دارد. این شرکت دارای ۱۱ هزار کارمند است و هدف آن انتقال پاک، ایمن، پایدار و بهره‌ور گاز طبیعی است.

## ماموریت‌ها
مهمترین وظیفهٔ شرکت انتقال گاز ایران خرید گاز طبیعی، اتان، گاز مایع و مایعات گازی از منابع تولید داخلی و خارجی و فروش به مبادی تعیین‌کننده داخلی و پایانه‌های صادراتی و انجام سوآپ فرآورده‌های گفته شده می‌باشد. این شرکت با حدود ۳۷ هزار کیلومتر خط لوله و ۸۲ ایستگاه تقویت فشار گاز، ۹ پایانه صادرات و واردات گاز و ۶۹۶ ایستگاه مخابراتی از لحاظ حجم خطوط لوله، تأسیسات تحت بهره‌برداری و بستر مستقل مخابراتی رتبه نخست را در آسیا و خاورمیانه و رتبه چهارم را در جهان پس از کشورهای آمریکا، روسیه و کانادا به خود اختصاص داده‌است. این شرکت پتانسیل انتقال بیش از ۲۶۰ میلیارد متر مکعب گاز در سال را دارد. برای حفاظت از شریانهای انتقال گاز و حضور به موقع نیروهای عملیاتی در شرایط ضروری، ۸۶ تأسیسات تقویت فشار گاز، ۶۱ مرکز بهره‌برداری مجهز به تجهیزات و ماشین‌آلات سنگین در حوزه استحفاظی فعال می‌باشد.

## مناطق عملیات انتقال گاز
ده منطقه عملیاتی که شامل مناطق زیر است:
1. منطقه ۱ (خوزستان)
2. منطقه ۲ (اصفهان)
3. منطقه ۳ (تهران)
4. منطقه ۴ (خراسان)
5. منطقه ۵ (فارس)
6. منطقه ۶ (هرمزگان)
7. منطقه ۷ (همدان)
8. منطقه ۸ (آذربایجان شرقی)
9. منطقه ۹ (مازندران)
10. منطقه ۱۰ (بوشهر)